# Ludomusicologia
La ludomusicologia, també anomenada estudi de la música dels videojocs o recerca sobre la música dels videojocs, és un camp d'investigació i anàlisi acadèmic recent, centrat en l'estudi de la música dels videojocs, entesa com la música trobada en videojocs i en contextos relacionats. Està estretament relacionat amb els camps de la musicologia i la recerca interactiva al voltant de la música i l'àudio dels jocs. La ludomusicologia també està relacionada amb el camp dels estudis de jocs, ja que la música és un element del text de videojocs més ampli, i algunes teories sobre les funcions dels videojocs són força rellevants per a la música.